# Diego Martín (Schlagzeuger)

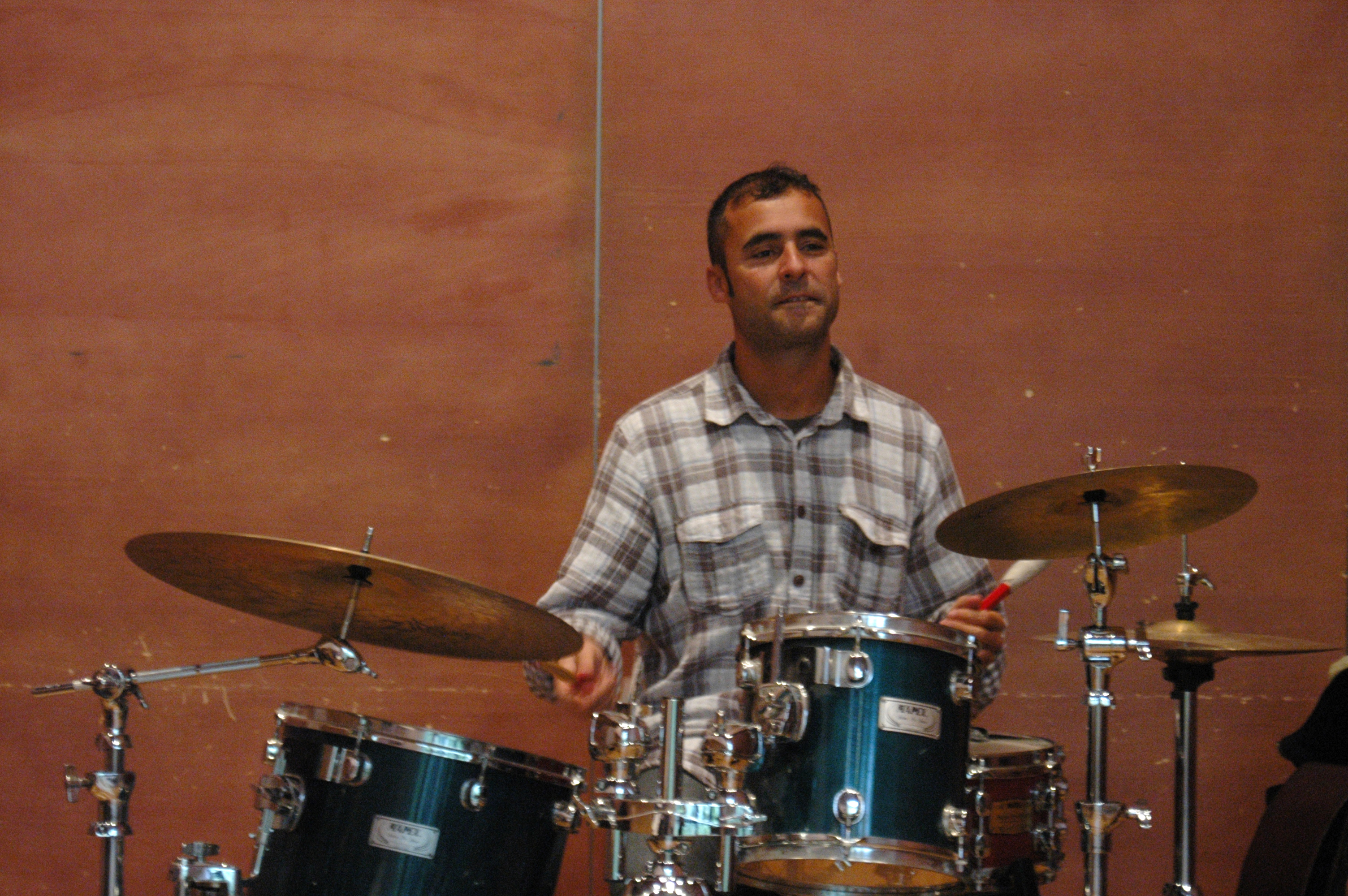
El baterista Diego Martín, durante un ensayo en Hagen, Alemania.

Diego Martín (* 23. April 1976) ist ein spanischer Schlagzeuger.

## Leben
Musikstudium in Madrid, Schlagzeugunterricht bei Pedro López, Juan Manuel Barroso und Musiktheorie bei Miguel Blanco. Von 1994 bis 1999 Studium am Encounter Center for Improvisation Development (CEDI), dort Schlagzeug bei Pedro López und Belma Martín, Improvisation bei Barry Harrys and Eddie Pregos. Teilnehmer am ersten und zweiten Improvised Music International Festival am französischen und deutschen Institut in Madrid. Kooperationen mit verschiedenen Jazzgrößen wie Peter Kowald u. a. Langjährige Zusammenarbeit mit dem spanischen Drehleierspieler Germán Díaz, u. a. im Rao Trio, dem Oh Trio! und der Duo Marisco fresco. Mit diesem Duo auch Zusammenarbeit mit der deutschen Gruppe Ensemble DRAj.

## CD-Veröffentlichungen
- Celtas Cortos: Vivos & Directos, Warner Music Spanien (2011).
- Celtas Cortos: Introversiones, Warner Music Spanien (2010).
- Songuirongui: De Libros y Papayas (2010).
- Homenaje a Leño: Bajo la Corteza, Manitú Records (2010).
- Celtas Cortos: 40 de Abril, Warner Music Spanien (2008).
- La Hora del Gato: La Hora del Gato, Warner Music Spanien (2007).
- Celtas Cortos: 20 Soplando Versos, DRO/Spanien (2006).
- María Salgado: Abrecaminos, Resistencia (2006).
- Carlos Chaouen: Totem, Ariola (2005).
- Cifu y la Calaña Sound: Horizonte, DRO/EastWest Spanien (2004).
- Juan Valderrama: Alfileres, Sony BMG (2004).
- Rao Trío: Sin título, Nube1001 Producciones efímeras (2004).
- Jesus Prieto Soria „Pitti“: Camaleón (2002).
- Mala Vida: Sí, digo Oui, Warner Music Spanien (1991).